# Shari Ahmad

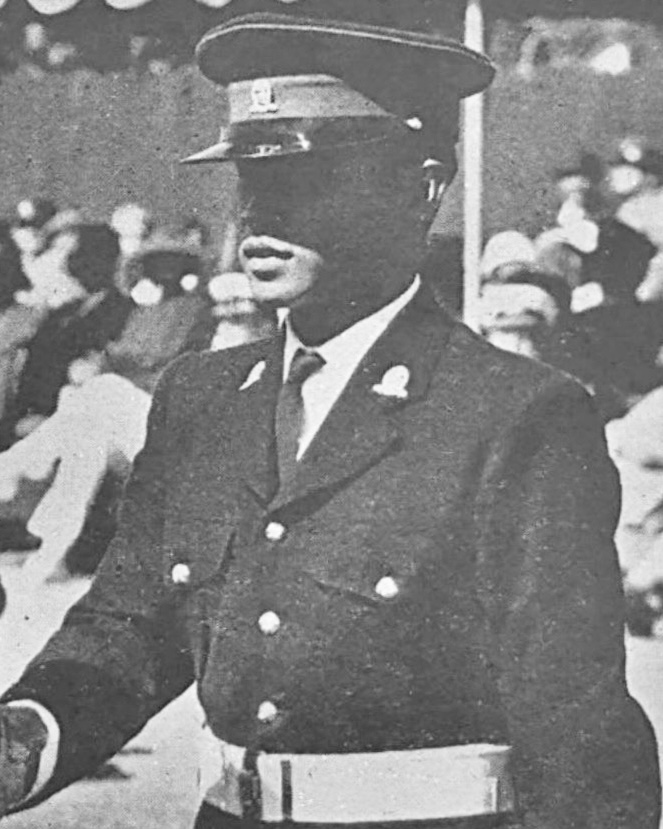
Shari Ahmad 1966.

Shari bin Ahmad ist ein Adliger und Soldat in Brunei. Er war der fünfte Kommandant der Streitkräfte Bruneis (RBAF) von 1999 bis 2001, und zweiter Kommandant des Heeres von Brunei (RBLF) von 1994 bis 1999.

## Leben

### Ausbildung
Unter den 72 Cadet Officers, welche am 9. Dezember 1966 an der Officer Cadet School, Portsea, Victoria, Australien ihren Abschluss erhielten, zeichnete Major general Walter Sneddon McKinnon auch zwei Kadetten aus Brunei aus: Shari Ahmad und B.M. Ali.

### Karriere
1969 zeichnete Lieutenant Colonel H. F. Burrows Mitglieder des Platoon No.5 der Company 'B' aus für den Sieg im Seri Begawan Shield’s shooting competition im Berakas Camp. Shari Ahmad war der Kapitän des Gewinnerteams und erhielt den Seri Begawan Shield für seine Leistung. Am 11. August 1994 wurde er zum Kommandanten der RBLF ernannt in Nachfolge von Husin Ahmad. Am 28. Oktober 1999 wurde Jaafar Abdul Aziz sein Nachfolger.
Major General Shari übernahm das Kommando der Streitkräfte Bruneis am 31. August 1999. Im selben Jahr besuchte er die zweite Asia-Pacific Chiefs of Defence Conference in Honolulu. Am 16. Februar 2001 verabschiedete sich Shari offiziell von den Streitkräften (Armed Forces of the Royal Brunei Armed Services) (ATPBDB) in der Bolkiah Garrison. Am 2. April wurde er zusammen mit seinem Nachfolger von Sultan Hassanal Bolkiah empfangen.

## Familie
Shari Ahmad wohnte in Rampayoh in Labi, Belait District. Nach seiner Militärzeit wurde er Präsident der Veterans Association Royal Brunei Armed Forces (VARBAF). Zudem war er auch Präsident der Veterans Confederation of ASEAN (Veconac). Das Doppeldecker-Kreuzfahrtschiff MV Sentosa wird von Sha-Zan Marine, einem Unternehmen von Shari Ahmad betrieben. Das Schiff hatte im November 2014 seinen Stapellauf.

## Ehrungen
Shari wurde der Manteri-Titel Yang Dimuliakan (His Excellency) Pehin Datu Padukaraja verliehen. Außerdem erhielt er die folgenden Auszeichnungen:
- Order of Paduka Keberanian Laila Terbilang 1. Klasse (DPKT) – Dato Paduka Seri[14]
- Order of Pahlawan Negara Brunei 1. Klasse (PSPNB) – Dato Seri Pahlawan[14]
- Order of Paduka Seri Laila Jasa 2. Klasse (DSLJ) – Dato Seri Laila Jasa (11. Februar 1976)[16]
- Order of Setia Negara Brunei 3. Klasse (SNB)[17]
- Order of Seri Paduka Mahkota Brunei 3. Klasse (SMB)[17]
- Meritorious Service Medal (PJK) (2. Juni 1976)[17]
- Excellent Service Medal (PIKB)[4]
- Silver Jubilee Medal (5. Oktober 1992)
- Royal Brunei Armed Forces Silver Jubilee Medal (31. Mai 1986)
- Proclamation of Independence Medal (1. Januar 1984)

- General Service Medal (Armed Forces)
- Long Service Medal (Armed Forces)